# Menesia shelfordi
Menesia shelfordi är en skalbaggsart som först beskrevs av Aurivillius 1923.  Menesia shelfordi ingår i släktet Menesia och familjen långhorningar. Inga underarter finns listade i Catalogue of Life.